# Conques
Conques (okzitanisch Concas) ist eine Ortschaft und eine ehemalige französische Gemeinde mit 234 Einwohnern (Stand 1. Januar 2022) im Département Aveyron in der Region Okzitanien. Sie gehörte zum Arrondissement Rodez und zum Kanton Lot et Dourdou.
Mit Wirkung vom 1. Januar 2016 wurden die früheren Gemeinden Conques, Noailhac, Saint-Cyprien-sur-Dourdou und Grand-Vabre zur Commune nouvelle mit dem Namen Conques-en-Rouergue zusammengelegt und haben in der neuen Gemeinde den Status einer Commune déléguée inne. Der Verwaltungssitz befindet sich im Ort Conques.
Von der Vereinigung Les plus beaux villages de France wurde Conques zu einem der schönsten Dörfer Frankreichs erklärt.
Der Ort liegt am Fernwanderweg GR 65, welcher weitgehend dem historischen Verlauf des französischen Jakobsweges „Via Podiensis“ folgt.

## Geografie und Verkehr
Conques liegt im südwestlichen Bereich des Zentralmassivs, am Ufer des Flusses Dourdou de Conques, wo das Flüsschen Ouche in den Dourdou mündet. Der Dourdou ist ein linker Nebenfluss des Lot und mündet bei Grand-Vabre in diesen ein. Die nächsten französischen Großstädte sind Lyon (231 km) im Nordosten, Toulouse (134 km) im Südwesten, Bordeaux (238 km) im Westen und Montpellier (161 km) im Südosten.
Der nächste Verkehrsflughafen ist Rodez-Marcillac, der unter anderem von Air France und von Ryanair angeflogen wird. Er liegt etwa 32 Straßenkilometer südöstlich und ist über die Route départementale D 901 zu erreichen, die sich in Conques mit der D 42 kreuzt. Die nächste Bahnstation befindet sich in Rodez.

## Geschichte

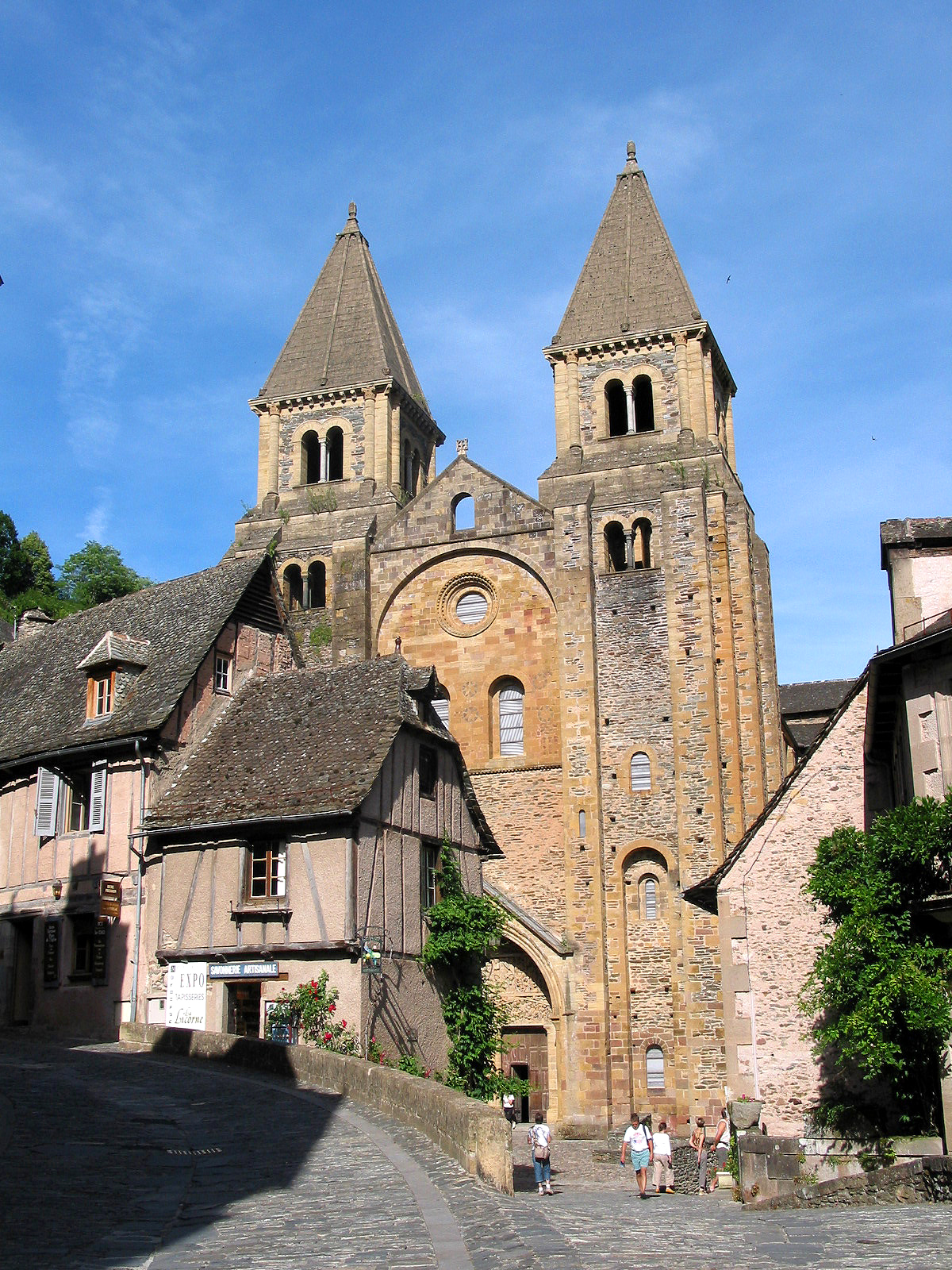
Westfassade der Klosterkirche Sainte-Foy

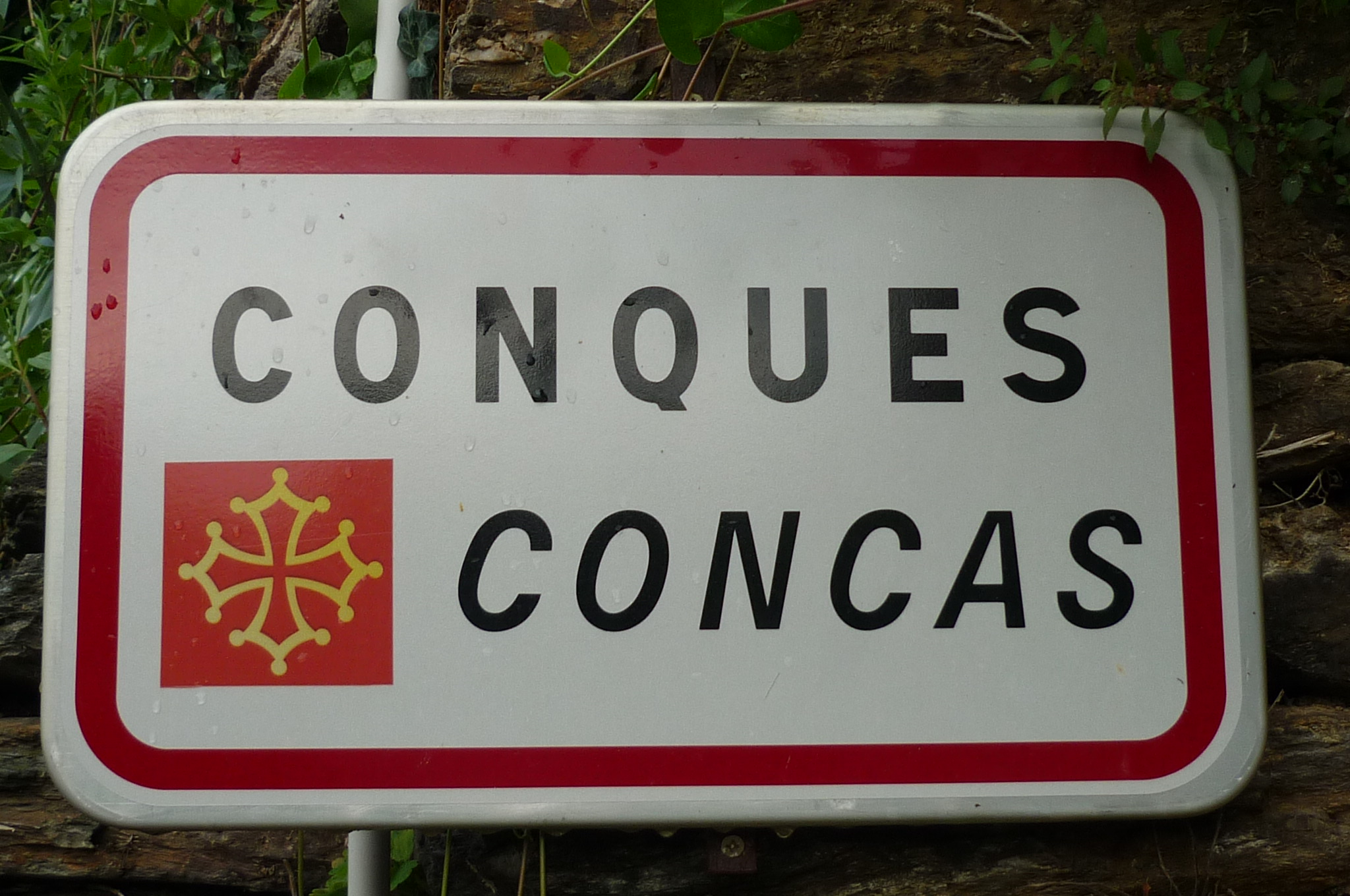
Ortsschild Conques-Concas

Die Ursprünge der Abtei von Conques gehen auf den Einsiedlermönch Dadon zurück, der sich in dem unzugänglichen Seitental des Lot an den steilen Hängen der Ouche niederließ. Um ihn versammelten sich weitere Mönche, die ihre Gemeinschaft ab 819 nach der Regel des heiligen Benedikt führten. Der Karolinger Ludwig der Fromme stellte das Kloster unter seinen besonderen Schutz und verlieh ihm den Namen Conques (Muschel). Seit dem 8. Jahrhundert befindet sich in Conques eine Sammlung von Goldschmiedearbeiten. Der Reliquienschrein der heiligen Fides, das älteste bekannte plastische Heiligenbild (aus dem 9. Jahrhundert, nachbearbeitet nach 985) ist die bekannteste.
Die heilige Fides, die Tochter eines angesehenen Bürgers aus Agen, war im Jahre 303 im Alter von 13 Jahren zum Tode verurteilt worden, weil sie sich weigerte, die heidnischen Götter anzubeten. Dadurch wurde sie zu einer der ersten französischen Märtyrinnen. Dass es sich um eine jungfräuliche Märtyrin handelte, verstärkte die öffentliche Verehrung. Schon bald verbreiteten sich Berichte von der Wunderheilung eines blinden Jungen durch die heilige Fides. Durch einen Reliquienraub um das Jahr 880 gelangte der Reliquienschrein von Agen nach Conques. Der Ankunft der wundertätigen Reliquien in Conques und der Entdeckung des Grabes des Apostels Jakobus in Nordwestspanien und dem damit einsetzten Pilgerstrom ist es zu verdanken, dass Conques seine Bedeutung kontinuierlich steigern konnte. Um das Kloster entwickelte sich die mittelalterliche Stadt, die vor allem mit und vom Kloster und den Dienstleistungen für die Pilger lebte. Im 11. bis 13. Jahrhundert ist Conques eine wichtige Etappe auf dem Weg nach Santiago de Compostela. Im 13. Jahrhundert war die Abtei auf dem Höhepunkt ihrer wirtschaftlichen Macht, auf die der langsame Niedergang im 14. und 15. Jahrhundert folgte, bis die Säkularisation das Ende der Abtei bedeutete. 
Obwohl der Hundertjährige Krieg und die Französische Revolution ihre Spuren hinterließen, ist es den seit 1873 ansässigen Prämonstratenserchorherren in Zusammenarbeit mit den französischen Denkmalschutzbehörden gelungen, die Anlage in wesentlichen Teilen zu erhalten.

## Jakobsweg(Via Podiensis)

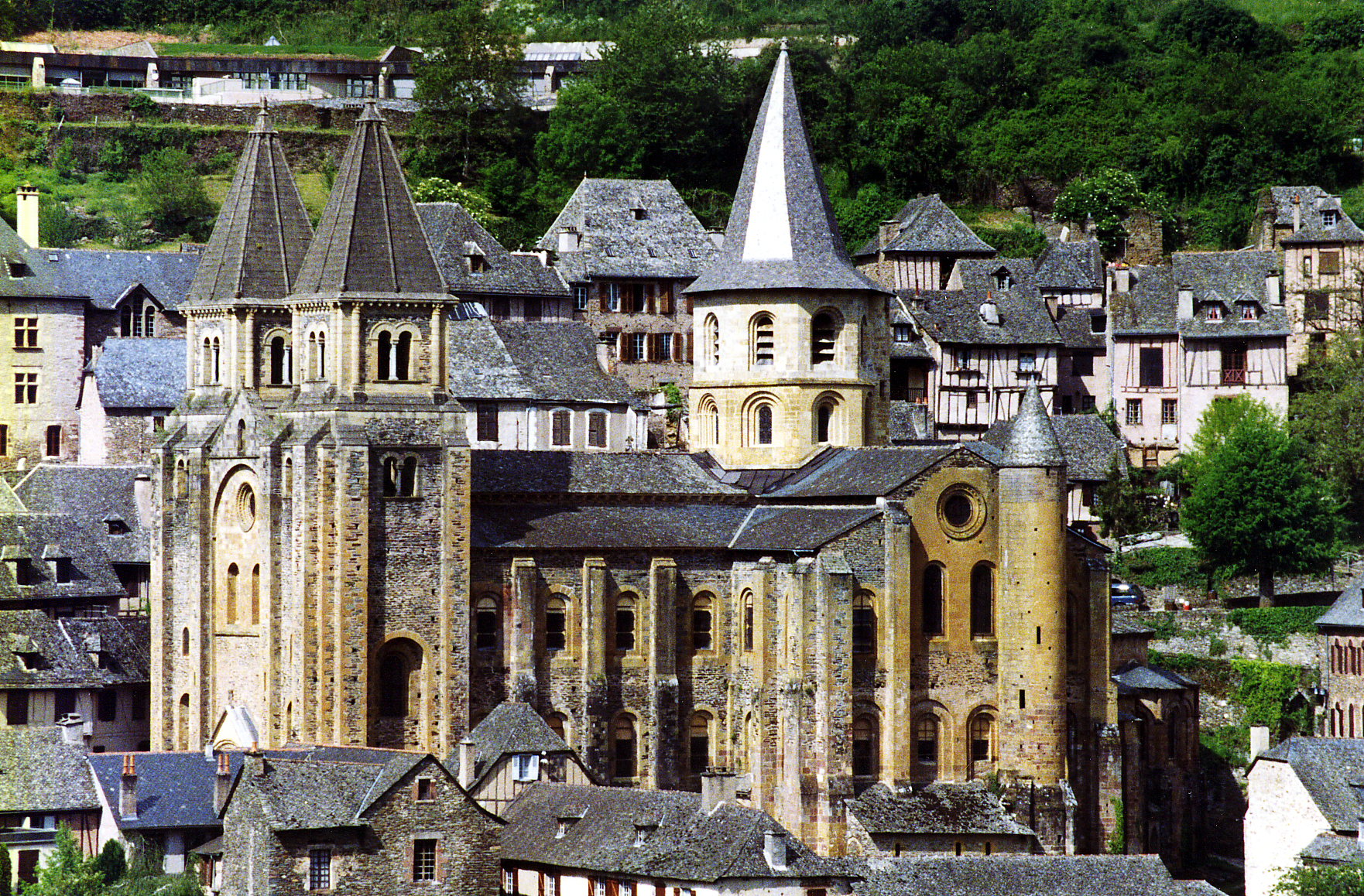
Gesamtansicht der Klosterkirche Sainte-Foy

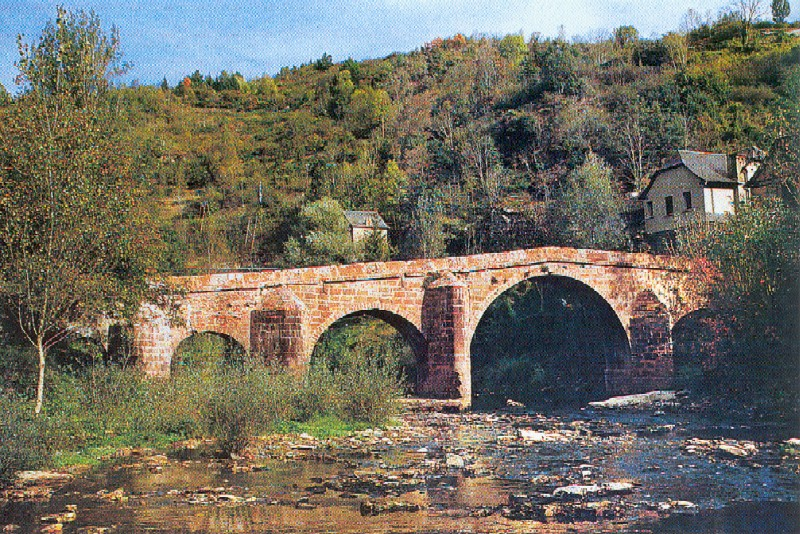
Pilgerbrücke

Bereits der Codex Calixtinus empfahl dem Jakobspilger, den Weg über Conques zu wählen und im Kloster Sainte-Foy Station zu machen. Heute gibt es neben mehreren Pilgerherbergen auch Hotels und einen Campingplatz. Die nächste größere Ortschaft auf dem Jakobsweg ist Decazeville und nur wenige Kilometer weiter Livinhac-le-Haut im Lot-Tal. Dorthin führt der Weg durch das Tal der Dourdou über die wellige Hochfläche zum Lot-Tal. Zwischen den bewaldeten Hügeln finden sich Wiesen und kleine Weiler. Neben der Möglichkeit, der GR 65 zu folgen, gibt es noch die etwas kürzere, historische Variante über Noailhac. Sie führt allerdings vorwiegend an Départementsstraßen entlang.
Als Straßenverbindung gibt es die D 91, welche am Dourdou entlang ins Lot-Tal führt, von wo man der D 42 und D 627 weiter bis Livinhac-le-Haut folgen kann. Alternativ gibt es die D232 und dann die D606, welche über die Hochebene nach Livinhac-le-Haut führt.

## Sehenswürdigkeiten
- Die romanische Klosterkirche Sainte-Foy und ihr kleines Museum (Trésor d’orfèvrerie médiévale de Conques) gehören zu den Höhepunkten der Kulturgeschichte des südlichen Frankreich.
- Die Pilgerbrücke über den Dourdou
- Musée Joseph Fau, kulturhistorisches Museum neben der Abteikirche

Die Abtei und die Brücke der Pilger sind als Teil des Weltkulturerbes der UNESCO „Jakobsweg in Frankreich“ ausgezeichnet.

## Trivia
Die Abtei Ste-Foy und die Porte de Fer waren Drehorte des Films À la Carte! – Freiheit geht durch den Magen.

## Persönlichkeiten
- Pierre Chirac (1650–1732), Arzt